# الحارث بن عمر الهذلي
الحارث بن عُمَر الهُذَلي صحابي ولد على عهد رسول الله ، وذكره ابن حبان في التابعين، وروى عن عمر بن الخطاب أحاديث منها كتابه إلى أبي موسى الأشعريّ في الصلاة، وروى عن عبد الله بن مسعود أيضًا، وتوفي سنة سبعين.